# Ànec arbori becvermell
L'ànec arbori becvermell (Dendrocygna autumnalis) és una espècie d'ocell de la subfamília dels dendrocignins (Dendrocygninae), dins la família dels anàtids (Anatidae).

## Morfologia
- Aquest ànec arbori fa una llargària de 48 - 53 cm.
- Bec llarg de color vermell i potes també llargues de color rosa. Anell ocular blanc
- Pit, part inferior del coll i dors fins al capell de color marró. Cara i part superior del coll de color gris. Ventre i cua de color negre.
- Ampla banda blanca notable en vol, formada per la rèmiges secundàries. Les primàries són de color negre i les cobertores marró.
- Mascles i femelles són similars, mentre els joves tenen el bec gris i la panxa menys contrastada.
- La raça meridional és més petita i té el pit gris.

## Hàbitat i distribució
Habita aiguamolls, llacunes i vores de corrents fluvials d'ambdues Amèriques, des del sud d'Arizona i Texas, a través de Mèxic fins a Panamà, Colòmbia, Veneçuela, Aruba, Bonaire, Trinidad, Guyana i Surinam, oest i est de l'Equador, est del Perú, i des del Brasil fins a Bolívia, Paraguai i Argentina septentrional.
Criats com ocells ornamentals a molts països, de vegades fugen del captiveri.

## Alimentació
Es poden alimentar a qualsevol hora però sovint ho fan de nit. Mengen una àmplia varietat de material vegetal, però també artròpodes i invertebrats aquàtics quan estan a l'abast. Sovint mengen vegetació submergida en aigües poc profundes.

## Reproducció
Aquest ànec és únic per les seves costums monògames. La parella roman unida durant molts anys, a la manera d'oques i cignes. Ambdós pares comparteixen tota la tasca relacionada amb la criança dels joves, des de la incubació fins a la cura dels fills. Solen fer el niu a la cavitat d'un arbre però criaran a terra si és necessari. També poden utilitzar xemeneies, edificis abandonats, o caixes niu. Els aneguets salten des del niu dos dies després de l'eclosió, poden alimentar-se immediatament, i romanen amb els pares durant fins a vuit setmanes.

## Llista de subespècies
Se n'han descrit dues subespècies amb una zona de contacte, a l'altura de Panamà
- Dendrocygna autumnalis autumnalis (Linnaeus, 1758), d'Amèrica de Nord i central, des del sud dels Estats Units fins a Panamà
- Dendrocygna autumnalis discolor P.L.Sclater et Salvin, 1873, de Sud-amèrica, des de Panamà fins a Paraguai.